# Schizochroa melanoleuca
Schizochroa melanoleuca är en tvåvingeart som beskrevs av Willi Hennig 1956. Schizochroa melanoleuca ingår i släktet Schizochroa och familjen Aulacigastridae.
Artens utbredningsområde är Costa Rica. Inga underarter finns listade i Catalogue of Life.